# هيرسيشت
هيرسيشت هي بلدية تقع في إقليم أرجيش في رومانيا.

## أعلام
- ميرسيا فولغر